# Hierarchia
Hierarchia (z gr. „urząd najwyższego kapłana”):
1. kolejność rzeczy, zagadnień od najważniejszych do najmniej ważnych.
2. ustanowienie ważności stanowiska albo władz urzędowych, służbowych lub kościelnych (np. hierarchia kościelna, stopnie wojskowe).

## Etymologia
Słowo zawiera ono dwa greckie morfemy hier- (tak jak w hierós = święty, poświęcony, ofiarowany bogom) oraz arch- (ten sam co w arché = początek, pierwsza zasada). Nie znajdziemy go jednak w klasycznej grece, ani łacinie, choć obecnie jest ono używane w większości dużych języków europejskich (w tym we współczesnej grece) i wielu pozaeuropejskich.
Etymologia słowa jest dość skomplikowana. Miałoby ono do nas przyjść poprzez starofrancuski i łacinę średniowieczną, gdzie znalazło się jako neologizm stworzony na potrzeby przekładu późno-klasyczno-greckiego słowa hierarchia, którym Pseudo-Dionizy Areopagita określał hierarchie anielskie.

## Struktura hierarchiczna
Można ją zaobserwować zarówno w układach naturalnych (np. synchronizacja czynności fizjologicznych organizmu, społeczność, rodzina, stado, organizacja) jak i sztucznych (np. klasyfikacja biologiczna).